# Södra Barnsjön
Södra Barnsjön är en sjö i Mölndals kommun i Halland och ingår i Kungsbackaåns huvudavrinningsområde. Sjön är 12,5 meter djup, har en yta på 0,0551 kvadratkilometer och befinner sig 77,3 meter över havet.

## Delavrinningsområde
Södra Barnsjön ingår i det delavrinningsområde (638856-127982) som SMHI kallar för Utloppet av Södra Barnsjön. Medelhöjden är 84 meter över havet och ytan är 0,38 kvadratkilometer. Det finns inga avrinningsområden uppströms utan avrinningsområdet är högsta punkten. Vattendraget som avvattnar avrinningsområdet har biflödesordning 2, vilket innebär att vattnet flödar genom totalt 2 vattendrag innan det når havet efter 20 kilometer. Avrinningsområdet består mestadels av skog (43 %), öppen mark (16 %) och jordbruk (36 %). Avrinningsområdet har 0,13 kvadratkilometer vattenytor vilket ger det en sjöprocent på 2,9 %. Bebyggelsen i området täcker en yta av 0,09 kvadratkilometer eller 2 % av avrinningsområdet.